# خورخه پایا
خورخه پایا (اسپانیایی: Jorge Payá‎؛ زادهٔ ۱۰ ژوئیهٔ ۱۹۶۳) بازیکن واترپلو اهل اسپانیا بود.